# El Racó Roig

El Racó Roig, respecte del terme d'Abella de la Conca

El Racó Roig és una partida rural del terme municipal d'Abella de la Conca, a la comarca del Pallars Jussà.
Està situada al nord-est de la vila cap del seu terme municipal; és a la dreta i a la part alta de la vall del Barranc de Caborriu, a ponent de la partida de la Mata i al nord-oest de la de les Bordes. És al sud-oest de Casa Víctor.
Comprèn les parcel·les 234 i 238 del polígon 4 d'Abella de la Conca; consta de 8,9441 hectàrees amb tota mena de terrenys, però amb predomini de conreus de secà, pastures i zones de matoll i de bosquina.